# Tetrafobia
|                                   | Odczyt | Odczyt   |
| 四                                | 死     |          |
| --------------------------------- | ------ | -------- |
| Języki mandaryńskie               | sì     | sǐ       |
| Język wu (Szanghajski)            | sy2    | sy2,shi2 |
| kantoński                         | sei3   | sei2     |
| Język minnański (Język tajwański) | sì,sù  | sí,sú    |
| japoński                          | shi    | shi      |
| koreański                         | sa     | sa       |
| wietnamski                        | tứ     | tử       |

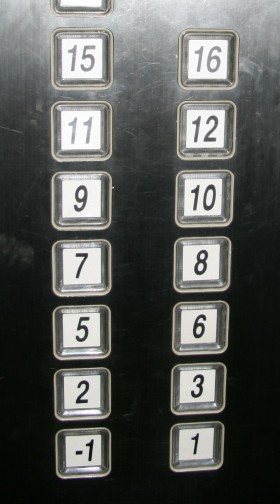
Winda w budynku mieszkalnym w Szanghaju – brak kondygnacji o numerach 4, 13 i 14.

Tetrafobia (z greckiego τετράς – tetras, „cztery” i φόβος – phobos, „strach”) to niechęć lub strach przed liczbą 4. Jest to szeroko rozpowszechniony przesąd w Azji Wschodniej w takich regionach jak Chiny kontynentalne, Tajwan, Japonia, Korea czy Wietnam.
W większości dialektów języka chińskiego słowo cztery (四, pinyin: sì, jyutping: sei3) brzmi bardzo podobnie do słowa śmierć (死, pinyin: sǐ, jyutping: sei2). Podobnie jest w innych językach, które mają wiele zapożyczeń z języka chińskiego.
Ze szczególną ostrożnością unika się wystąpień liczby 4 podczas świątecznego urlopu lub gdy w rodzinie jest osoba chora, zwłaszcza w kulturze chińskiej. Liczby 14, 24 czy 42 są traktowane podobnie, gdyż w nich występuje cyfra 4. W budynkach unika się pewnych numerów do oznaczania kondygnacji, dotyczy to zarówno hoteli, bloków mieszkalnych a także szpitali. W przypadku kompleksów mieszkalnych unika się także numeracji bloków jako 4, 14, 24 zastępując je numerami 3A, 13A czy 23A.
W Chinach, gdzie używany jest standardowy język kantoński, liczby 14, 24 i 74 są uznawane za bardziej pechowe niż 4, ponieważ 14 brzmi podobnie do chcieć śmierć, 24 jak łatwa śmierć, i 74 jak na pewno śmierć.
W Korei tetrafobia jest mniej nasilona, lecz piętro 4 prawie nigdy nie występuje w szpitalach i innych podobnych budynkach publicznych. W innych budynkach natomiast często zamiast piętra 4 stosuje się oznaczenie F (np. w windach).
W Europie np. producent z Finlandii (Nokia) zrezygnował z produkcji serii telefonu (Nokia 4000 series), aczkolwiek bardziej z powodu obaw przed stratą potencjalnego rynku we wschodniej Azji. Podobną decyzję podjął Nikon w serii lustrzanek D5xxx (następca modelu D5300 to D5500, pominięto D5400). Istnieje jednak model D4.